# Lebinthus makilingus
Lebinthus makilingus är en insektsart som beskrevs av Otte, D. 2007. Lebinthus makilingus ingår i släktet Lebinthus och familjen syrsor. Inga underarter finns listade i Catalogue of Life.